# Удиви меня (фильм)
«Удиви меня» — российская мелодрама с детективным сюжетом 2012 года режиссёра  Андрея Щербинина, вышедшая в прокат 22 января 2012 года.

## Сюжет
Роман Зубов расследует дело о странном преступнике, который обманом и шантажом вымогает у богатых деньги. В ходе расследования выясняется, что преступник передаёт вырученные деньги нуждающимся — матери-одиночке, мигрантам. А вскоре Роман узнаёт, что его возлюбленная Багира и есть этот самый преступник. Так он становится перед нелёгким выбором между любовью и правопорядком.

## В ролях
- Светлана Ходченкова — Багира
- Пётр Красилов — Роман Зубов
- Борис Галкин — Андрей Филиппович, генерал
- Наталья Бардо — Лена
- Дмитрий Блажко
- Александр Корженков
- Виктор Рябов — Владимир Иванович Широков, чиновник
- Вадим Цаллати
- Алексей Цокур — участковый

## Съёмочная группа
- Режиссёр-постановщик — Андрей Щербинин
- Автор сценария — Илья Шиловский
- Продюсер — Александр Кушаев, Дмитрий Фикс, Сергей Фикс
- Оператор-постановщик — Юрий Бехтерев
- Художник-постановщик — Алексей Назаров
- Художник по костюмам — Светлана Мамонтова
- Композитор — Илья Духовный

## Награды и номинации
- 2012 — Открытый фестиваль кино «Киношок» — номинация[1]